# Voucher
A voucher (angol szó, németül Gutschein, magyar fordítása: jótálló, igazoló irat, igazolás, elismervény, belég, utalvány) egy olyan, általában papírpénzméretű dokumentum, tanúsítvány, amelynek átadásáért cserébe a rajta jelzett szolgáltatás, előny, kedvezmény vagy egyéb érték kapható. A voucher felfogható egy körvonalazott igény jogosultságának tanúsítványaként, egy igen korlátozott felhasználhatóságú értékpapírként.
Magyarban eltérő szavakat használunk attól függően, hogy milyen igényjogosultságra vonatkozik a voucher. Például utazási csekk, üdülési csekk, de étkezési utalvány, könyvutalvány, ajándékutalvány, szállodavoucher, vásárlási utalvány vagy csereutalvány. Meghonosodott a kupon szó is.

## Felhasználása
Tipikusan pénzt helyettesít részlegesen vagy teljesen, az általában szűken körülhatárolt helyzetekben.
A kupon az elfogadóhelyeken pénzzel ér fel, mert a kuponok átadása csökkenti a kifizetendő készpénz mennyiségét. Ha a kupon a rajta megjelölt százalékos kedvezményre jogosít, akkor általában több kupon kedvezménye nem vonható össze, és gyakran a már eleve akciós dolgokra nem is alkalmazható. Ha a kupon a rajta megjelölt fix összeget ér a megadott helyzetben, akkor általában összevontan is alkalmazható több ilyen kupon egyetlen helyzetre. Amennyiben a leadott kuponok névértéke meghaladja a kiegyenlítendő dolgot, akkor sem szokás a fölös összeget készpénzben visszaadni.
Tipikus étkezésiutalvány-használat az, amikor az azt elfogadó munkahelyi étkezdében egy 865 forintos ebédért 4 darab 200 forintos étkezési jeggyel és 65 forintnyi készpénzzel fizetünk.
A legtöbb utalvány határidős, azaz a feltüntetett határidő után nem váltható be.
Van a kuponoknak az eddig említetteknél sokkal szorosabban körülhatárolt csoportja is. Néhány példa:
- Hardver eszközöknél előfordul, hogy egy ahhoz használható további szoftver nincs mellékelve, hanem csak egy arra jogosító kupon. Ennek oka lehet puszta anyagtakarékosság (nem kell mindenkinek, nem gyártják le mindenkinek), bőséges választékkal való kedveskedés (több tucat szoftverből a három kuponért szabadon lehet választani, sőt megvan az a differenciálási lehetőség is, hogy egy-egy lényegesen komolyabb programért két vagy akár három kupont kérnek), vagy a szoftver csak később érhető el (Windows 7 megjelenése előtti hónapokban árultak olyan számítógépeket is, amelyekre az akkor elérhető Vista volt csak telepítve, de a mellékelt kupon a később megjelenő Windows 7 megszerzésére és használatára jogosított).[forrás?]

- Üzletekkel együttműködő fizetős parkolóból való távozáskor fizetés helyett elfogadják az üzlet tanúsítványát, amelyet egyes angol nyelvű vidékeken parking voucher néven emlegetnek.

- Kuponok egész kötege szólhat egy szállóvendég által igénybe vehető különféle szolgáltatásokra, belépőkre. A szolgáltatáskor a megfelelő kupont elkérik, és a szolgáltató ezen kuponért megkapja a szolgáltatás árát.